# Éminence pyramidale
L'éminence pyramidale (ou pyramide de la caisse du tympan) est une saillie conique située sur la paroi postérieure de la cavité tympanique dans l'oreille moyenne.
Elle est située immédiatement en arrière de la fenêtre du vestibule et en avant de la portion verticale du canal du nerf facial.
Elle est creuse et contient le muscle stapédien et son sommet est percé d'une petite ouverture qui permet le passage du tendon du muscle.
La cavité de l'éminence pyramidale se prolonge vers le bas et vers l'arrière devant le canal du nerf facial facial, et communique avec celui-ci par une ouverture minuscule qui transmet un rameau du nerf facial à destination du muscle stapédien.